# Ithomia
Ithomia är ett släkte av fjärilar. Ithomia ingår i familjen praktfjärilar.

## Bildgalleri

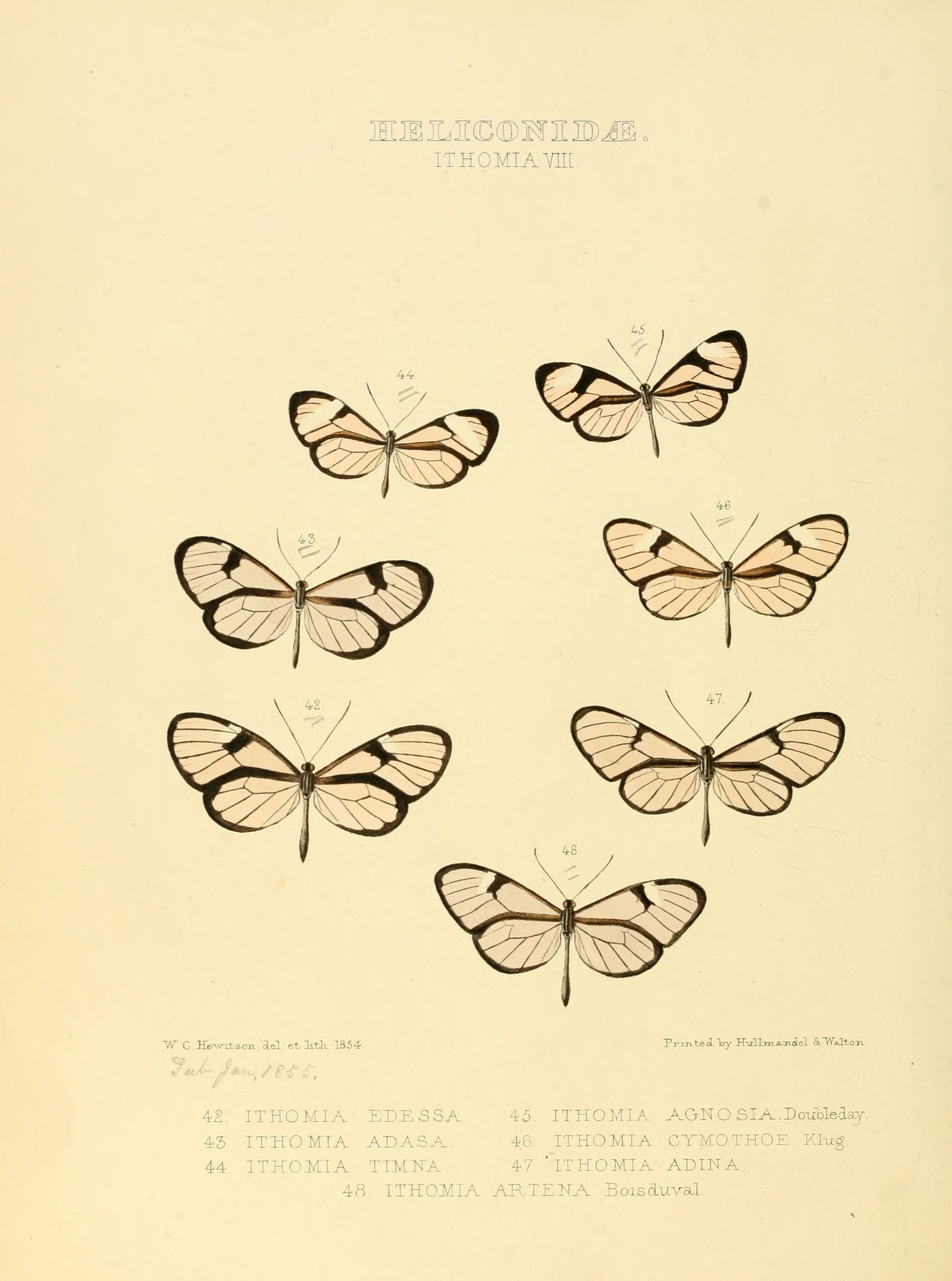
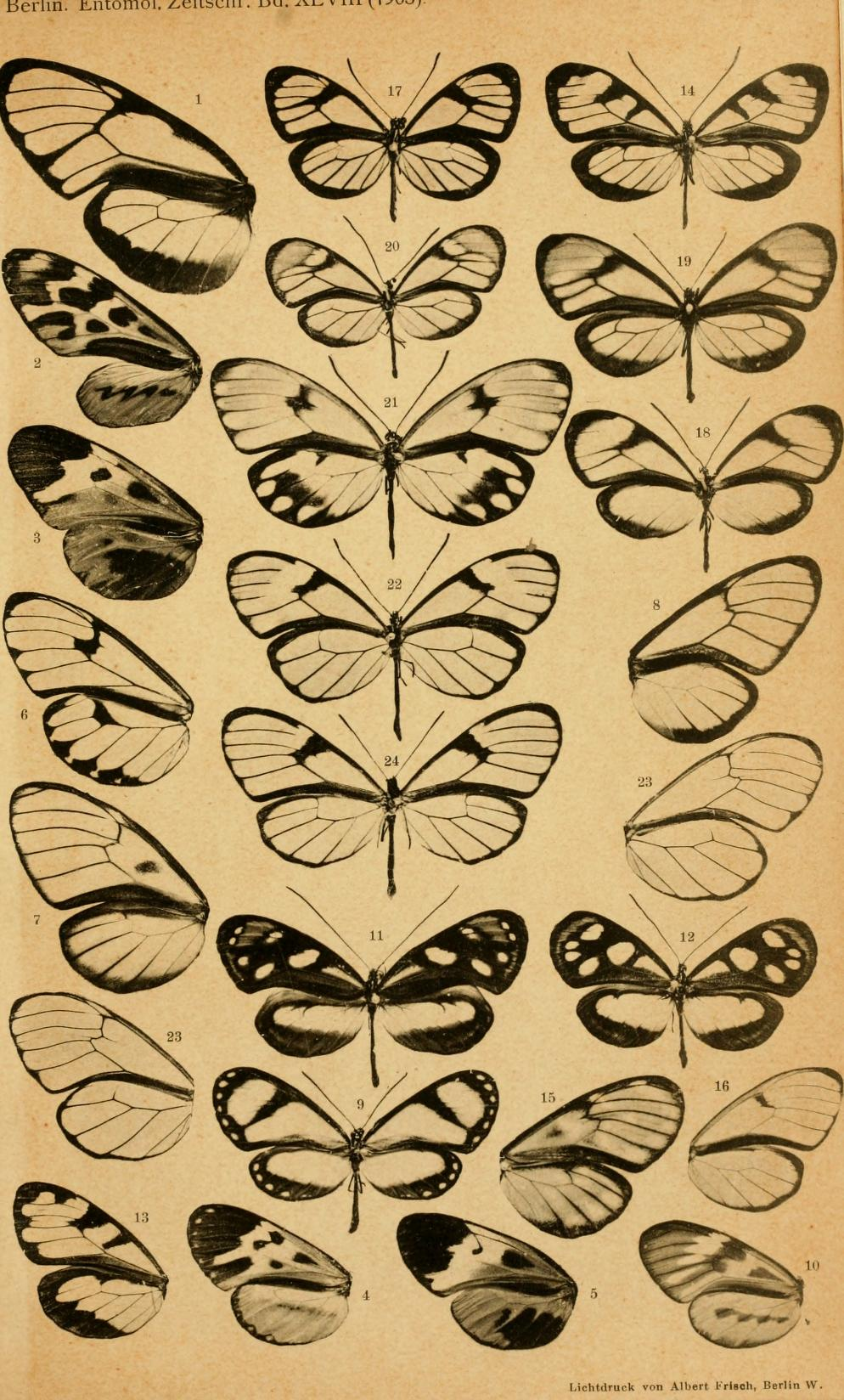
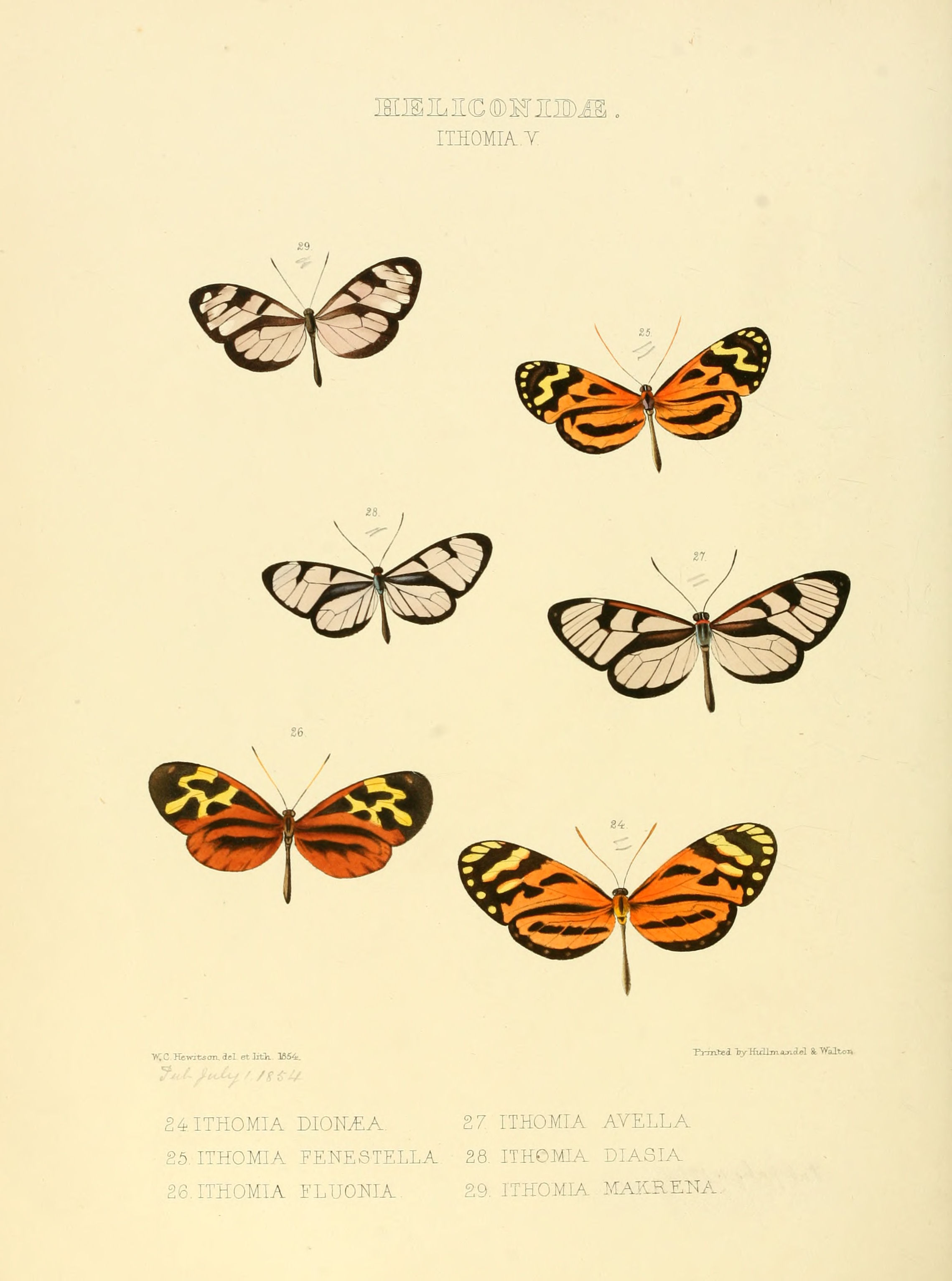
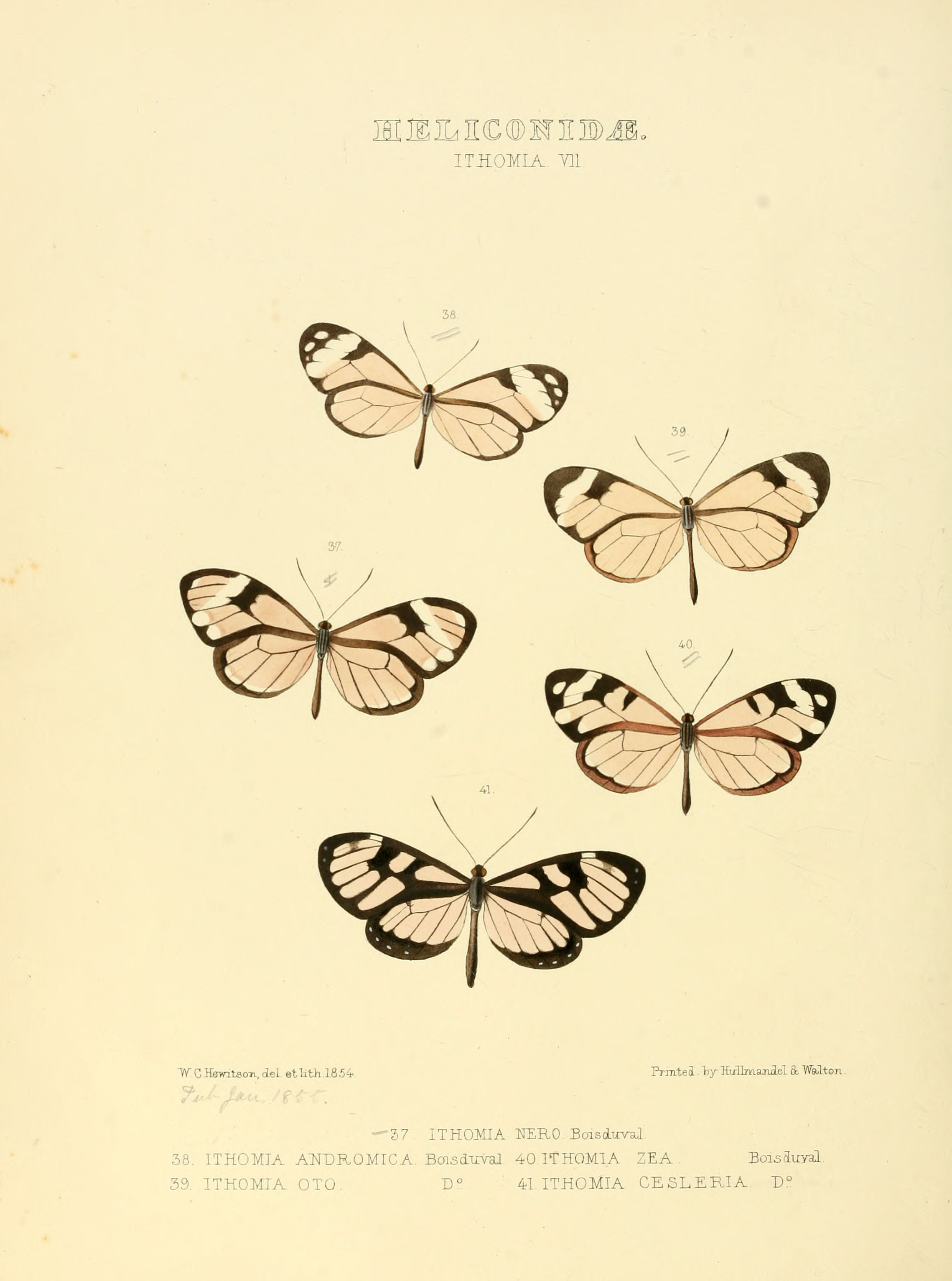
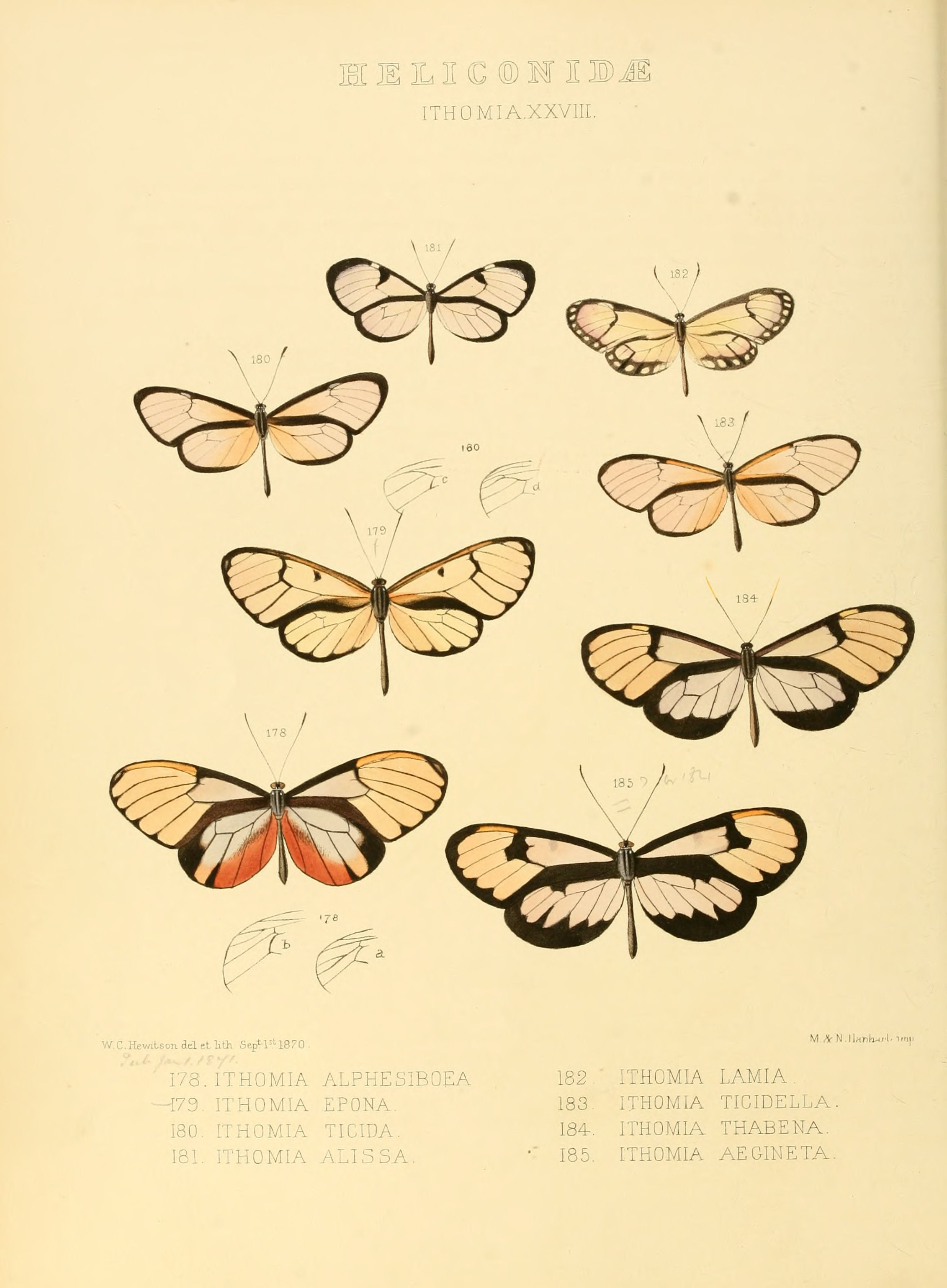
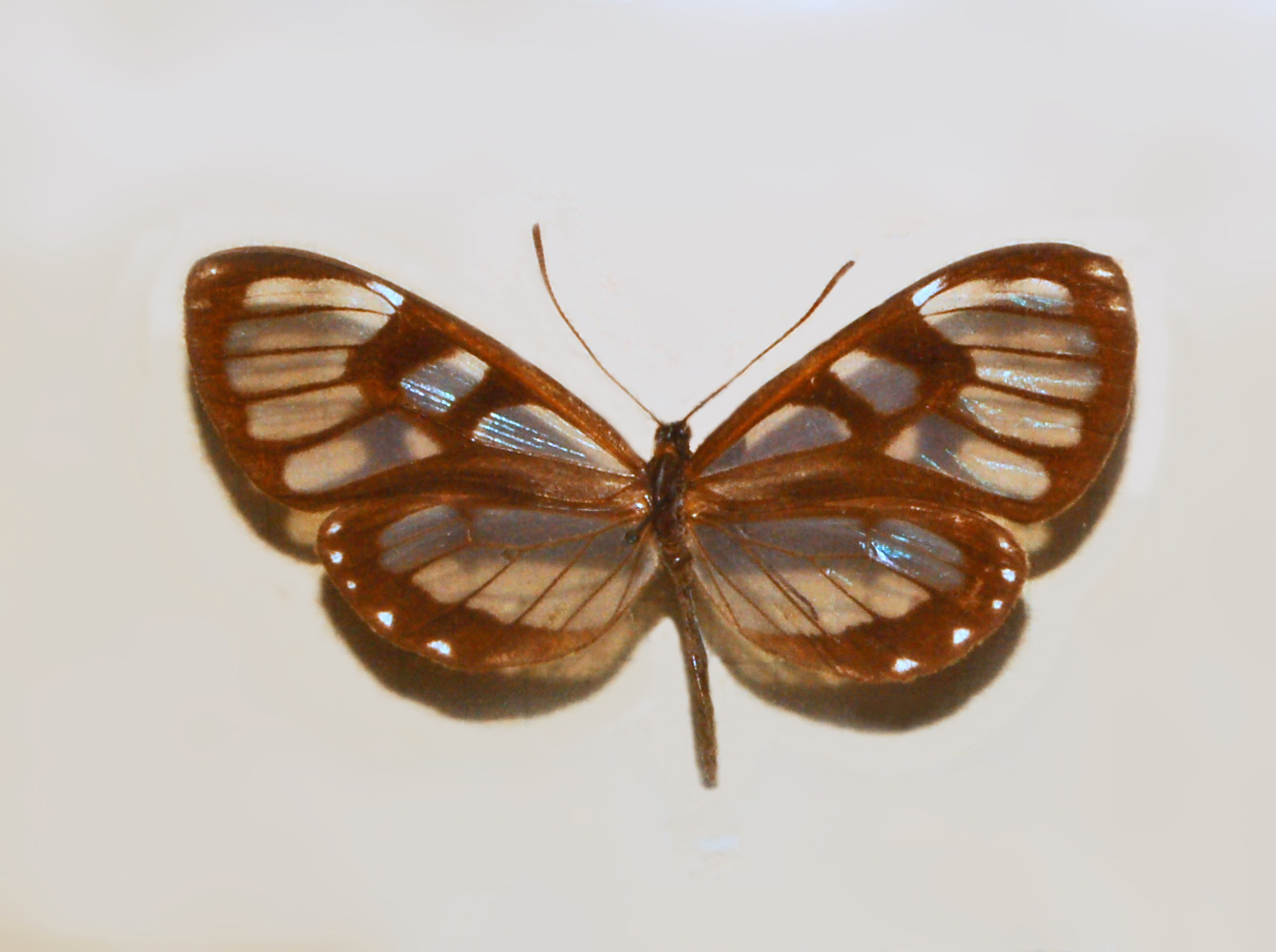

## Dottertaxa tillIthomia, i alfabetisk ordning[1]
- Ithomia abendrothi
- Ithomia aelia
- Ithomia agnosia
- Ithomia alienassa
- Ithomia amarilla
- Ithomia anaphissa
- Ithomia aquinia
- Ithomia ardea
- Ithomia arduinna
- Ithomia avella
- Ithomia beata
- Ithomia bolivari
- Ithomia boucardi
- Ithomia browni
- Ithomia candescens
- Ithomia celemia
- Ithomia centromaculata
- Ithomia cesleria
- Ithomia chimborazana
- Ithomia cleora
- Ithomia cotytho
- Ithomia cotytto
- Ithomia dalmeidai
- Ithomia deliciae
- Ithomia derasa
- Ithomia diaphana
- Ithomia diasia
- Ithomia drymo
- Ithomia eleonora
- Ithomia ellara
- Ithomia epona
- Ithomia ethilla
- Ithomia galata
- Ithomia glycon
- Ithomia heraldica
- Ithomia hippocrenis
- Ithomia hyala
- Ithomia hymettia
- Ithomia iphianassa
- Ithomia jucunda
- Ithomia katherineae
- Ithomia lagusa
- Ithomia leilae
- Ithomia leucophaena
- Ithomia lichyi
- Ithomia linda
- Ithomia lurida
- Ithomia melilla
- Ithomia mengeli
- Ithomia mira
- Ithomia morena
- Ithomia napho
- Ithomia naxo
- Ithomia neglecta
- Ithomia negreta
- Ithomia negrita
- Ithomia neivai
- Ithomia nigrimargo
- Ithomia oenanthe
- Ithomia oiticicai
- Ithomia ossuna
- Ithomia panamensis
- Ithomia patilla
- Ithomia pellucida
- Ithomia pepita
- Ithomia peruana
- Ithomia phanessa
- Ithomia phoeno
- Ithomia plaginota
- Ithomia pseudo-agalla
- Ithomia psyche
- Ithomia pumensis
- Ithomia salapia
- Ithomia salcata
- Ithomia sincerus
- Ithomia soligena
- Ithomia soligera
- Ithomia splendens
- Ithomia spruceana
- Ithomia terra
- Ithomia terrana
- Ithomia theuda
- Ithomia theudelinda
- Ithomia travella
- Ithomia vulcana
- Ithomia xenos
- Ithomia zikani